# Serpula lactea
Serpula lactea är en ringmaskart som beskrevs av Turton 1802. Serpula lactea ingår i släktet Serpula och familjen Serpulidae. Inga underarter finns listade i Catalogue of Life.